# Будберг, Фёдор Андреевич
Барон Фёдор Андреевич (Теодор Пауль Андреас) Будберг (нем. Theodor Paul Andreas von Budberg; 7 (19) ноября 1851, Берлин, Королевство Пруссия (Германский союз) — 23 февраля (7 марта) 1916, Мадрид, Испания) — российский дипломат, тайный советник, гофмейстер (с 13.04.1908).

## Биография
Родился в 1851 году в семье Андрея Фёдоровича Будберга и Марии Петровны Убри (1819—1913), дочери дипломата П. Я. Убри.
26 ноября 1873 года поступил на службу в Министерство иностранных дел Российской империи. В 1879 году назначен помощником секретаря посольства России в Константинополе.
В 1882 году назначен исполняющим должность 2-го секретаря посольства России в Лондоне, а в 1883 году — 2-м секретарём в посольство России в Вене, где с 1893 года стал 1-м секретарём. Был удостоен придворного звания камер-юнкера.
В 1895 году получил звание камергера.
В 1897 году назначен на пост советника посольства России в Берлине, а в 1898 году — советником посольства России в Вене (с 5 апреля 1898 года — в чине действительного статского советника).
В 1904 году назначен чрезвычайным посланником и полномочным министром посольства России в Швеции.
В 1909 году назначен чрезвычайным посланником и полномочным министром посольства России в Испании.

«Будберг весьма тяготился пребыванием в Мадриде, где он совсем не акклиматизировался, чуждаясь испанцев и поддерживая близкие отношения почти исключительно со своими коллегами-послами»
— Советник посольства в Мадриде Ю. Я. Соловьёв
10 февраля 1916 года назначен сенатором.

«в начале февраля 1916 года из Петрограда пришла телеграмма об увольнении барона Будберга с должности посла в связи с назначением его сенатором. Вместе с тем предписывалось запросить согласие испанского правительства на назначение послом нашего посланника в Брюсселе князя Кудашева. Будберг, уже больной, весьма тяжело переживал свою отставку, в особенности потому, что был назначен не членом Государственного совета, а сенатором. Это почему-то казалось ему необыкновенно обидным. В течение нескольких дней он почти не выходил из комнаты, скрывая от коллег свою отставку, как какой-то позор. Наконец, окончательно занемог, случайно где-то простудившись; при этом он не хотел обращаться к медицинской помощи. Мне с трудом удалось привести к нему лучшего испанского профессора, а также нашего португальского коллегу-посланника, который был по профессии врачом, притом весьма известным. По их заключению, положение посла было безнадежно. Он действительно вскоре впал в бессознательное состояние и едва мог узнавать посетителей»
— Советник посольства в Мадриде Ю. Я. Соловьёв
Скончался 23 февраля 1916 года и был похоронен на Британском кладбище в Мадриде. Много десятилетий захоронение было в безвестности и было восстановлено лишь в 2015 году благодаря деятельности российского посольства и настоятеля храма Святой Марии Магдалины протоиерея Андрея Кордочкина.

## Семья
- Один из братьев — Александр Андреевич Будберг (1853—1914)